# Walter McCrone
Walter C. McCrone (Wilmington, 9 giugno 1916 – Chicago, 10 luglio 2002) è stato un chimico microscopista statunitense. È noto soprattutto per i suoi studi su due oggetti estremamente controversi: la Sindone di Torino e la Mappa di Vinland.

## Biografia
McCrone si è laureato in chimica nel 1938 alla Cornell University, e nel 1942 ha conseguito il dottorato in Chimica organica, sempre a Cornell. Dopo alcuni anni di lavoro nell'ambito universitario, ha fondato nel 1956 il laboratorio di ricerca McCrone Associates Inc., e nel 1960 il McCrone Research Institute, di cui è stato a lungo direttore.
Nel corso della sua carriera ha ricevuto numerosi riconoscimenti per il suo lavoro nel campo della microscopia.

### La Mappa di Vinland
Nel 1973, McCrone e i suoi colleghi hanno analizzato la Mappa di Vinland e concluso che si tratta di un falso in base all'esame dell'inchiostro con cui è disegnata. Essi hanno rilevato la presenza di anatasio (una forma di ossido di titanio) in particelle di dimensione micrometrica, e lo hanno identificato con il pigmento noto come bianco di titanio la cui invenzione risale al 1920. McCrone ne ha dedotto che la mappa sia stata disegnata da un falsario nella prima metà del XX secolo.
Le risultanze di McCrone sono state in tempi recenti confermate da altri studi scientifici.

### La Sindone
Nel 1978 il cardinale di Torino Anastasio Alberto Ballestrero consentì allo STURP (Shroud of Turin Research Project) di analizzare la sindone. Furono premute strisce adesive sulla sindone per asportare delle particelle e furono prelevati alcuni fili. Nel 1980 Walter McCrone, allora consulente dello STURP, presentò due lavori: sulla base di osservazioni microscopiche e analisi chimiche, egli annunciò che sia l'immagine sia le macchie di sangue presentavano tracce di ocra rossa, cinabro (solfuro di mercurio, un colorante rosso molto diffuso nel Medioevo) e alizarina (un pigmento rosato di origine vegetale, al giorno d'oggi prodotto sinteticamente). Stando alle risultanze di McCrone, l'immagine sembrava costituita con una tecnica simile all'acquerello. I due lavori furono tuttavia respinti dallo STURP che espulse McCrone. Nel 2000 per il suo lavoro sulla sindone McCrone verrà premiato dall'American Chemical Society.